# Salesforce Tower (Indianapolis)
Salesforce Tower (wcześniej znany jako Chase Tower) jest wieżowcem w mieście Indianapolis, w stanie Indiana, w Stanach Zjednoczonych. Jest najwyższym budynkiem w tym mieście, jego wysokość całkowita wraz z dwoma iglicami wynosi 247 m. Budowa budynku została ukończona w roku 1990, a konstrukcja liczy 48 kondygnacji.